# Shiu-Yuen Cheng

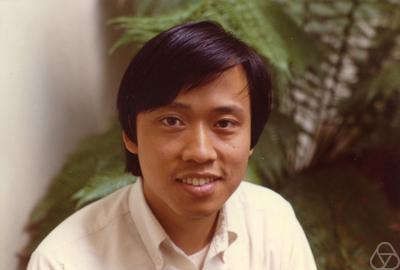
Shiu-Yuen Cheng 1977

Shiu-Yuen Cheng ist ein chinesischer Mathematiker aus Hongkong, der sich mit Differentialgeometrie befasst.
Cheng wurde 1974 bei S. S. Chern an der University of California, Berkeley, promoviert (Spectrum of the Laplacian and its Applications to Differential Geometry). Danach war er an der Princeton University und der State University of New York at Stony Brook, bevor er Professor an der University of California, Los Angeles (UCLA) wurde. Er war danach Professor an der Hong Kong University of Science and Technology. 2013 wurde er Professor an der Universität Tsinghua und wurde dort 2014 Direktor des Mathematical Sciences Center (MSC). 1977 erhielt er ein Forschungsstipendium der Alfred P. Sloan Foundation (Sloan Research Fellowship).
Er befasst sich mit Differentialgeometrie, Partiellen Differentialgleichungen in der Geometrie und Spieltheorie. Von ihm stammt ein Vergleichssatz über die Eigenwerte des Laplace-Beltrami-Operators auf Riemannschen Mannigfaltigkeiten (mit Dirichlet-Randbedingung). Er liefert abhängig von der Krümmung Schranken für den kleinsten Eigenwert.
2012 wurde er Fellow der American Mathematical Society. 2007 erhielt er den Chern-Preis.

## Schriften
- Eigenfunctions and eigenvalues of Laplacian, in: Differential geometry (Proc. Sympos. Pure Math., Vol. XXVII, Stanford Univ., Stanford, Calif., 1973), Part 2, Providence, R.I.: American Mathematical Society, S. 185–193
- Eigenvalue Comparison Theorems and its Geometric Applications, Mathematische Zeitschrift, Band 143, 1975, S. 289–297